# Aston Martin DB7

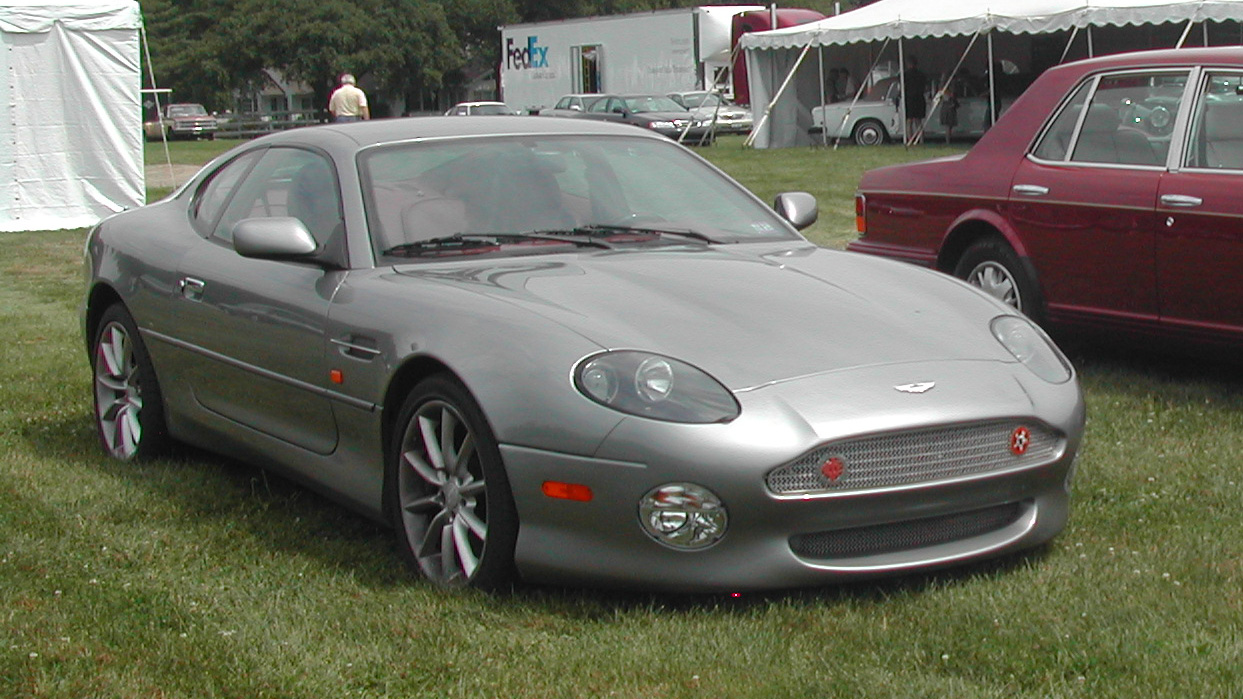
Aston Martin

Aston Martin DB7 je sportovní auto od automobilky Aston Martin. Vyráběno bylo v letech 1994 až 2004.

## Technické údaje
- Aston Martin DB7: 340 hp
- Aston Martin DB7 Vantage: 426 hp
- Aston Martin DB7 GT: 441 hp

## Galerie

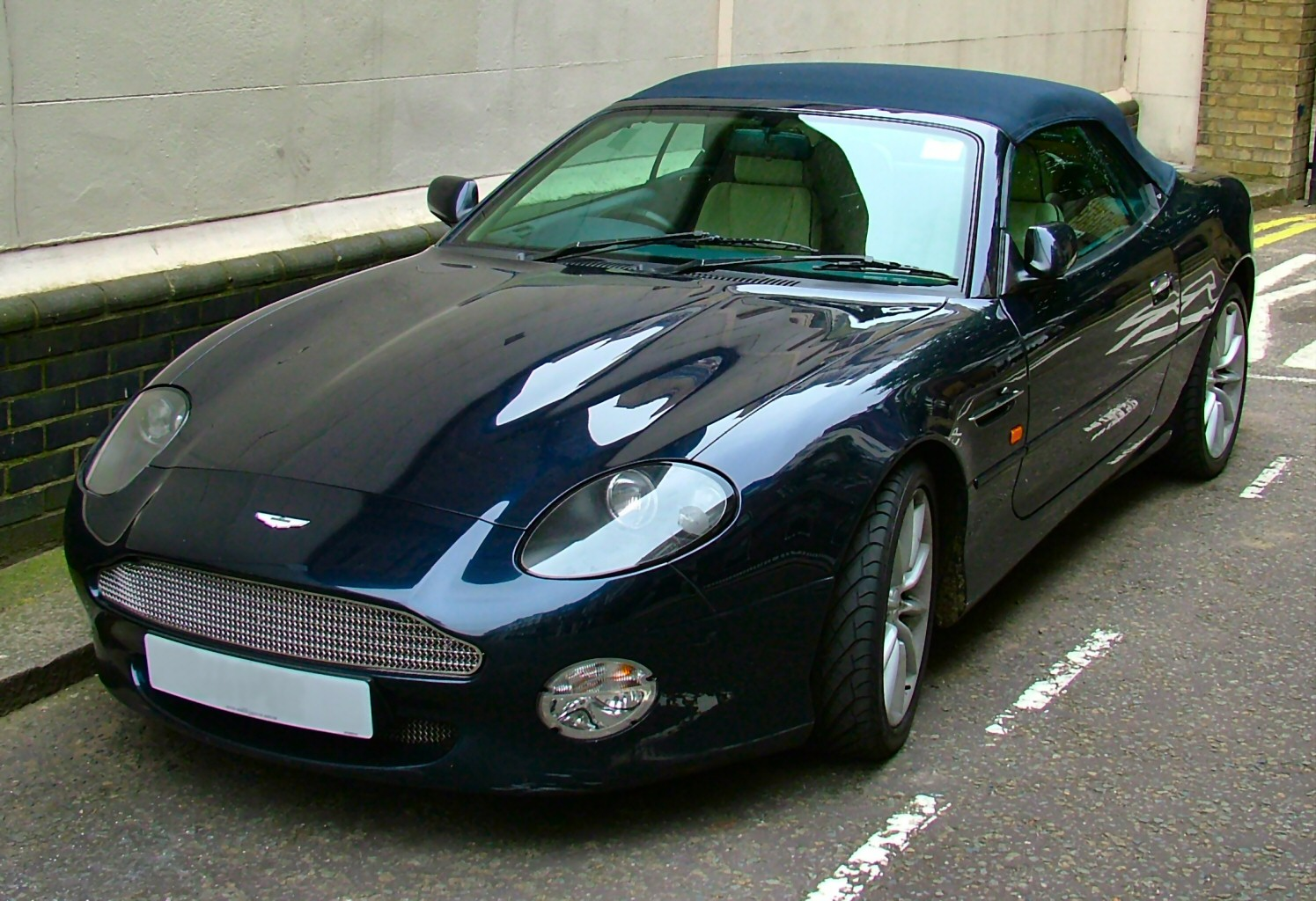
DB7 Volante
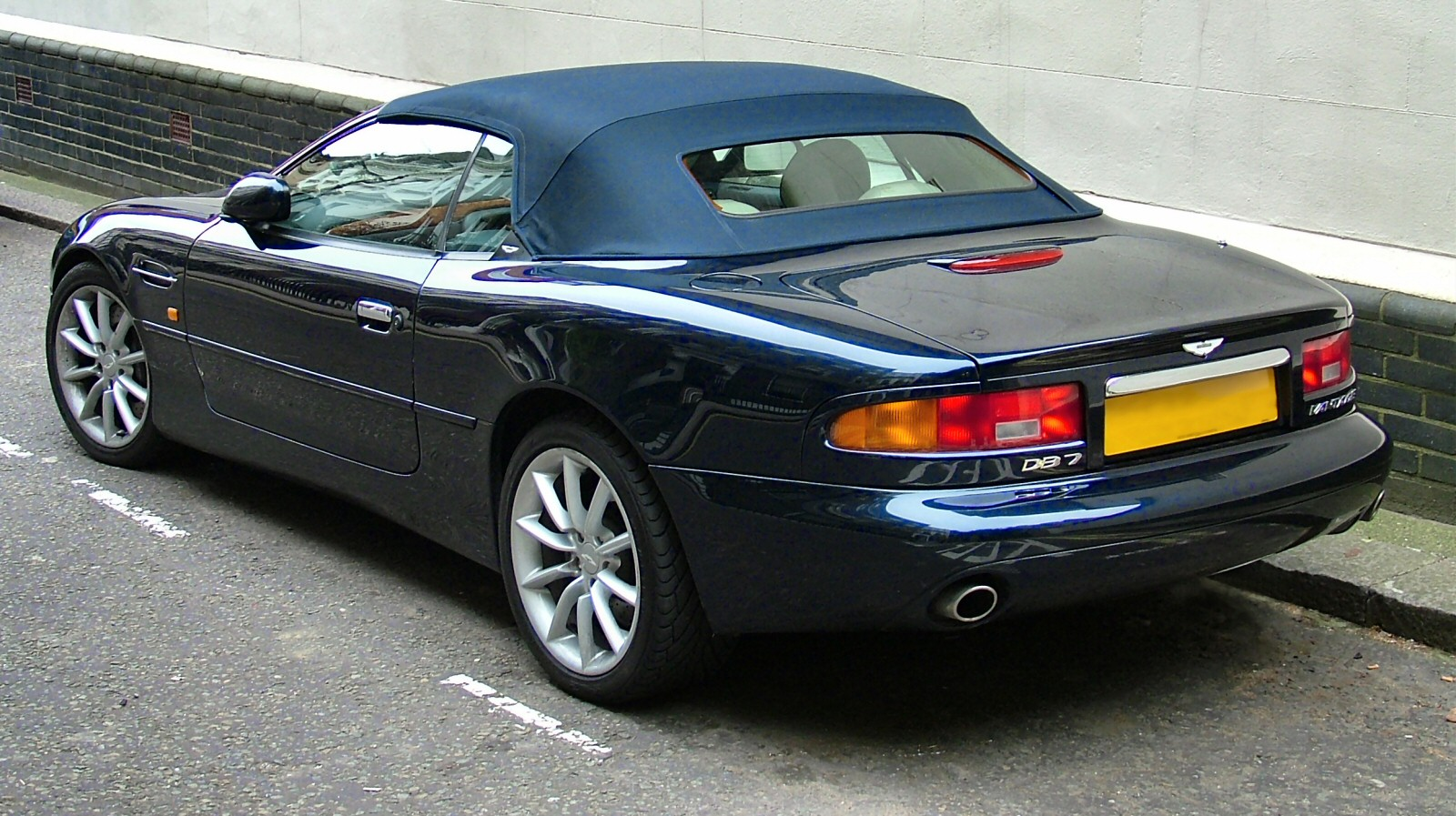
DB7 Volante
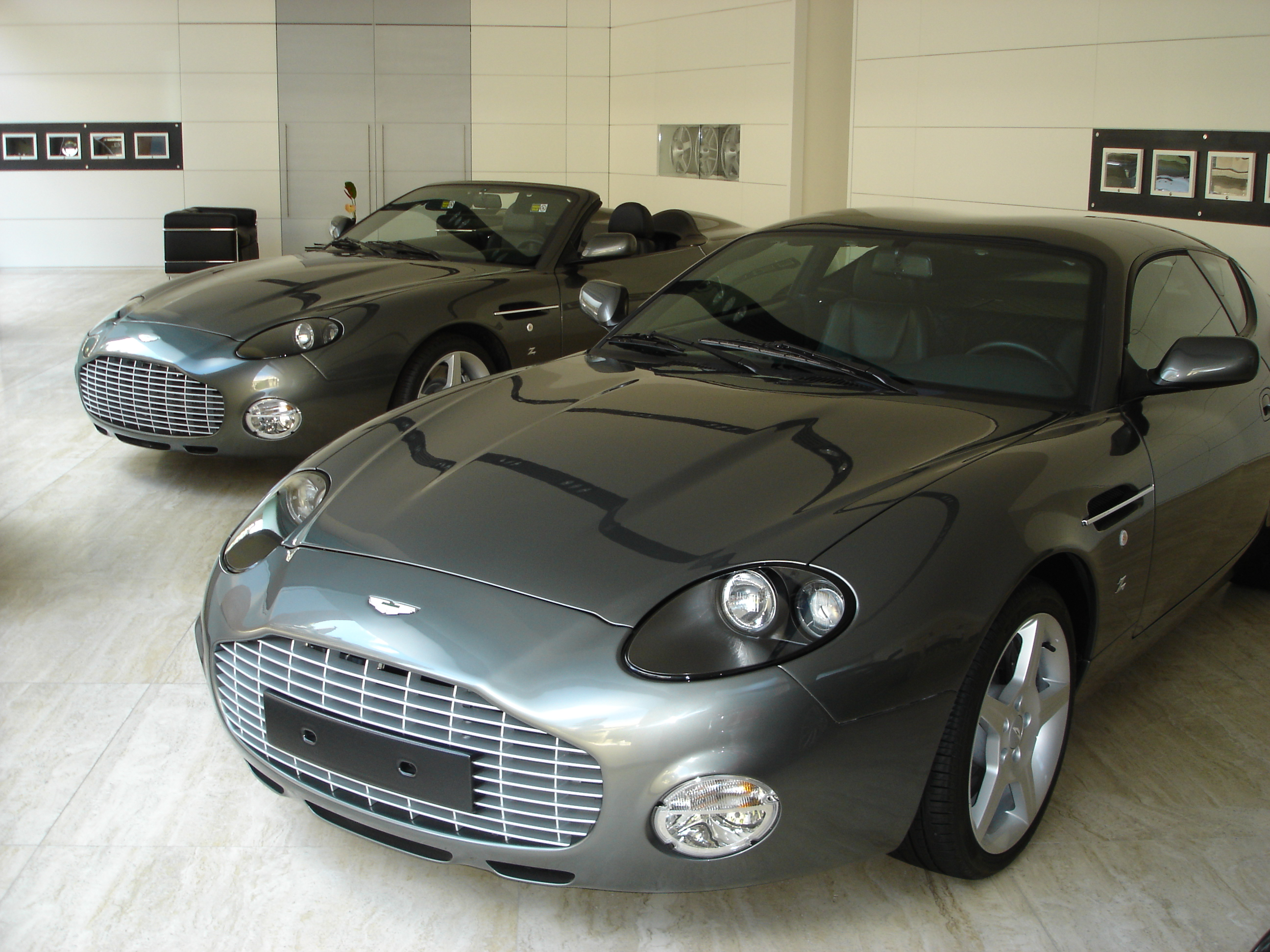
DB7 Zagato